# Изрисуван шипест омар
Panulirus versicolor е вид десетоного от семейство Palinuridae. Видът не е застрашен от изчезване.

## Разпространение
Разпространен е в Австралия (Западна Австралия, Куинсланд и Северна територия), Джибути, Египет, Еритрея, Йемен, Израел, Йордания, Кения, Мадагаскар, Микронезия, Мозамбик, Саудитска Арабия, Сомалия, Судан, Танзания, Южна Африка и Япония.